# Kaya Scodelario
Kaya Rose Scodelario (født 13. marts 1992) er en engelsk skuespiller. Hun kendes bl.a. for sine roller som Elizabeth "Effy" Stonem i tv-serien Skins, samt som Teresa i The Maze Runner.

## Udvalgt filmografi
| År   | Titel                                            | Rolle              | Note(r) |
| ---- | ------------------------------------------------ | ------------------ | ------- |
| 2009 | Moon                                             | Eve                |         |
| 2010 | Clash of the Titans                              | Peshet             |         |
| 2010 | Shank                                            | Tasha              |         |
| 2011 | Wuthering Heights                                | Catherine Earnshaw |         |
| 2012 | Now Is Good                                      | Zoey               |         |
| 2013 | The Truth About Emanuel                          | Emanuel            |         |
| 2014 | The Maze Runner                                  | Teresa Agnes       |         |
| 2015 | Tiger House                                      | Kelly              |         |
| 2017 | Pirates of the caribbean dead man tells no tales | Carina Smyth       |         |

### Tv-serier
| År            | Titel        | Rolle                   | Note(r) |
| ------------- | ------------ | ----------------------- | ------- |
| 2007-10, 2013 | Skins        | Elizabeth "Effy" Stonem |         |
| 2012          | True Love    | Karen                   |         |
| 2013          | Southcliffe  | Anna                    |         |
| 2020          | Spinning out | Kat Baker               |         |